# Lunteren

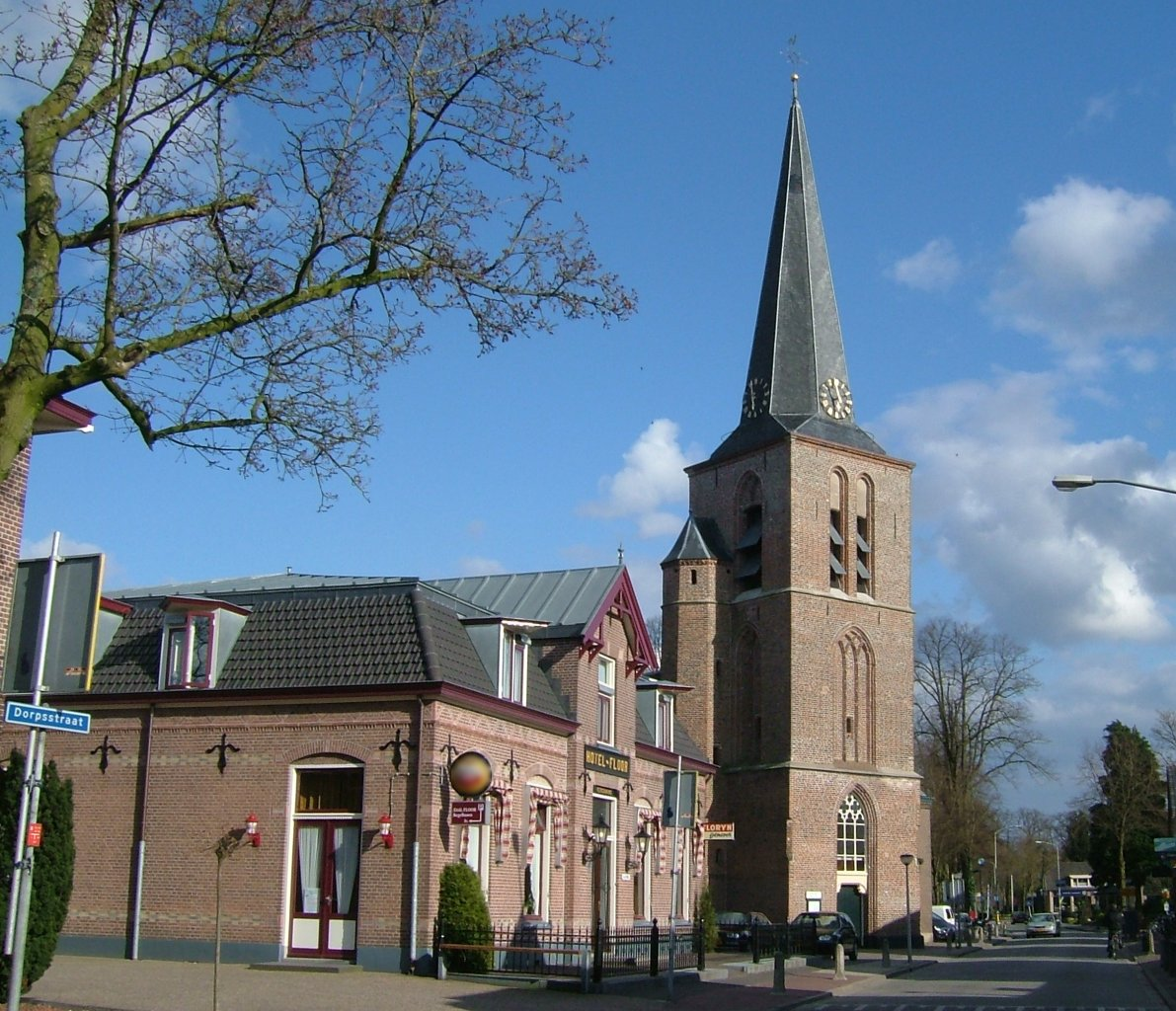
De oude kerk van Lunteren en de directe omgeving

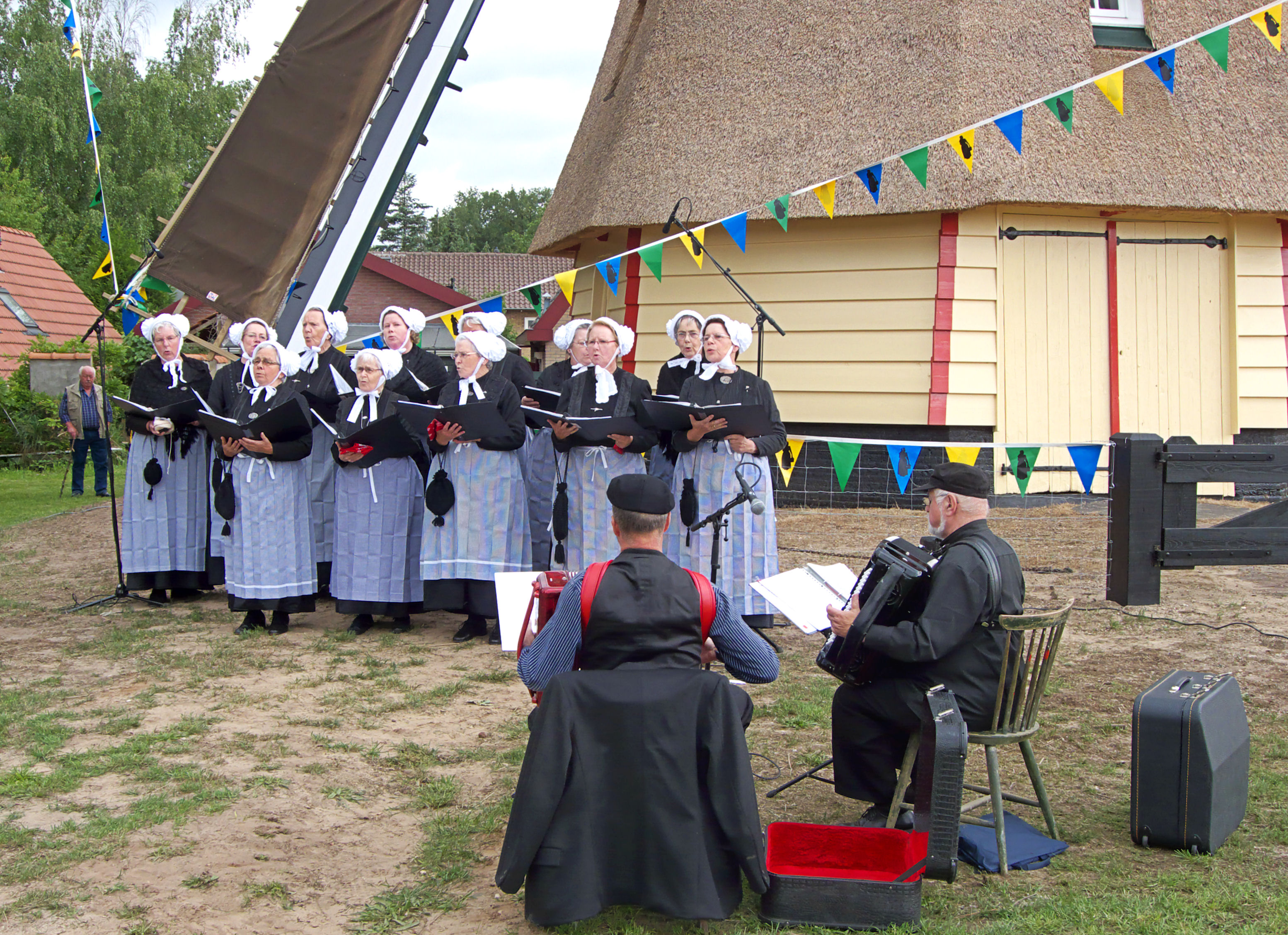
Folkloregroep Lunthari

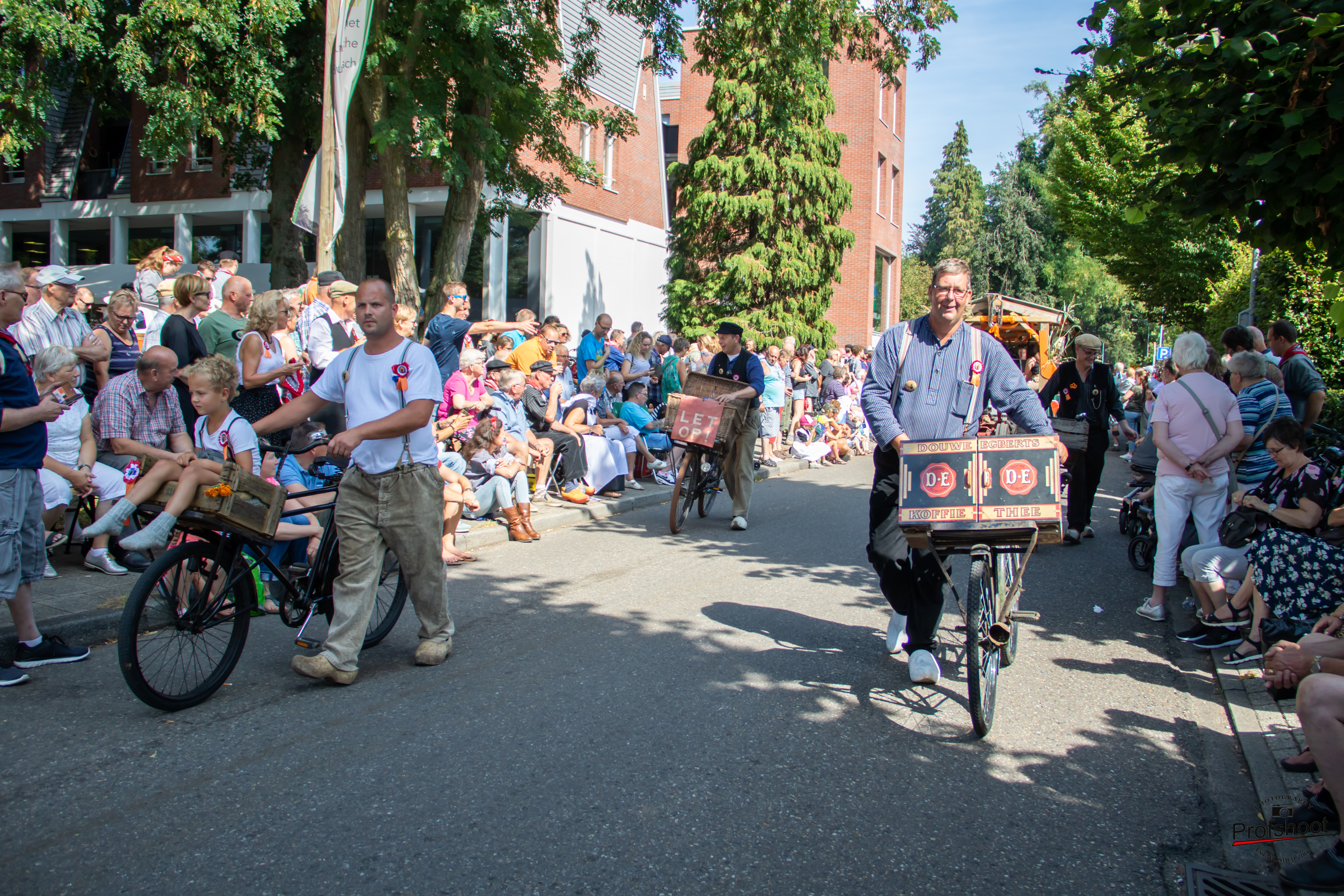
Optocht tijdens de Oud Lunterse Dag.

Lunteren is een dorp en voormalige gemeente in de gemeente Ede in de Nederlandse provincie Gelderland. In 2023 woonden in het dorp en het omliggende buitengebied 13.875 mensen.

## Geografie
Lunteren ligt tussen de plaatsen Ede in het zuiden en Barneveld in het noorden. Ten oosten van Lunteren begint de bosrijke Veluwe met de stuwwal Meulunteren-Wageningen. Hier bevinden zich Het Luntersche Buurtbosch, het Pinetum De Dennenhorst, de Goudsberg en het geografisch middelpunt van Nederland. Ten westen en noorden van Lunteren ligt de Gelderse Vallei, waarin de Lunterse Beek een afwateringsfunctie vervult.
Het uitgestrekte buitengebied van Lunteren herbergt de buurtschappen en overige woonplaatsen Meulunteren, De Valk, Overwoud, Nederwoud en Walderveen.

## Geschiedenis
De eerste schriftelijke bron waarin Lunteren wordt genoemd betreft een rekening van het Hertogdom Gelre uit het jaar 1333. Op basis van een Arnhems register uit 1525, wordt het inwonertal van Lunteren in dit jaar op ongeveer 590 inwoners geschat. Gedurende de Reformatie bleef Lunteren lange tijd katholiek, pas in de loop van de 17e eeuw ontstond er een zichtbare protestante gemeente in het dorp.
Tijdens de Tachtigjarige Oorlog werd Lunteren in 1629 geplunderd door Spaanse troepen onder leiding van Ernesto Montecuccoli gedurende zijn inval van de Veluwe.
Een belangrijke gebeurtenis in de geschiedenis van het dorp was de Paasbrand van 1850, waarbij door het onvoorzichtig afsteken van vuurpijlen een brand ontstond waarbij 22 huizen verloren gingen en zesendertig gezinnen dakloos werden. Door de aanleg van een spoorlijn in 1902 (de spoorlijn Nijkerk - Ede-Wageningen) ontwikkelde Lunteren zich tot een zomerse uitvalsbasis van de bewoners van de naburige steden en vestigden zich hotels, pensions en later ook kampeerterreinen, rustoorden, sanatoria en koloniehuizen in het dorp.
Op 1 januari 1812 werd Lunteren als zelfstandige gemeente afgesplitst van Ede, maar reeds zes jaar later werd het weer herenigd met Ede. Kort na de Tweede Wereldoorlog werd er in Lunteren een comité gevormd dat wilde dat Lunteren een zelfstandige gemeente zou worden, maar het verzoek werd door de minister van Binnenlandse Zaken in 1946 afgewezen.
In de aanloop naar de Tweede Wereldoorlog speelde Lunteren voor de NSB een belangrijke rol. De NSB hield gedurende de periode 1936-1940 haar openbare bijeenkomsten ('hagespraken') op de Goudsberg te Lunteren. Heden ten dage resteert alleen nog een deel van het podium dat in de volksmond de Muur van Mussert wordt genoemd. Daarnaast liggen op de algemene begraafplaats van Lunteren kopstukken van de NSB, zoals Cornelis van Geelkerken, begraven.
Desondanks week het kiesgedrag van de gemeente Ede, waar ook Lunteren een onderdeel van was, niet bijzonder af van het landelijke stempatroon. Tijdens de Tweede Kamerverkiezingen in 1937 behaalde de NSB in de gemeente Ede 4,64% van de stemmen (landelijk 4,22%) terwijl de partij tijdens de Provinciale Statenverkiezingen van 1935 nog 8,3% (landelijk 7,94%) van de stemmen behaalde.

## Religie
Zoals meerdere dorpen in de omgeving, heeft Lunteren een hoog percentage protestantse-christenen, waaronder een groot aantal reformatorische christenen en bevindelijk gereformeerden.

## Verenigingsleven
In 1907 werd de muziekvereniging Kunst Na Arbeid opgericht en is daarmee de oudste nog bestaande vereniging in Lunteren. KNA komt uit in de hogere afdelingen van de amateurmuziek en is meerdere malen Nederlands kampioen geworden. Verder is er de voetbalclub VV Lunteren, die in het seizoen 2015-2016 in de 2e Klasse Zaterdag speelt. In 1993 werd de club kampioen van de hoofdklasse. In de jaren 60 en 70 was het Molukse voetbalteam FC Bintang Timur ook actief in Lunteren. In 1923 is de Eerste Lunterse Sportvereniging (E.L.S.) opgericht. Sinds de fusie met Turnvereniging Dynamika uit Ede in 2011 luistert deze Lunterse vereniging naar de naam Exalto Sport. Exalto Sport biedt haar leden peuter-/oudergym, gymnastiek, turnen, acrogym en springlessen. De tweede Lunterse Turnvereniging PiT (Passie in Turnen) is gespecialiseerd in turnen en freerunnen, acteert op hoger niveau en heeft een meer regionale functie. De lessen vinden plaats in Ut Sporthuus en in Kernhem. Ook in Ut Sporthuus is badmintonvereniging Veerkracht actief. 8 September 1959 is Damvereniging DES (Door Eendracht Sterk) opgericht. Het is een actieve damvereniging met ongeveer 35 volwassen spelers en een grote groep van gemiddeld 25 jeugdspelers. Daarnaast is er sinds 1966 een tennisvereniging, genaamd TC Lunteren. Een andere vereniging is Scouting Lunteren, de groep bestaat sinds 1945. Ook is er een volleybalvereniging genaamd DOS (Door Oefening Sterk), die haar thuisbasis heeft in sporthal Ut Sporthuus. Tot 23 februari 2012 was de, in 1981 opgerichte, zang- en volksdansvereniging de Folkloregroep Lunthari actief. In 1944 werd ruitersportvereniging de Lunaruiters opgericht voor het rijden van dressuur-, spring- en mensport. In 2023 is de Lunaruiters samen gegaan met de Valouwe uit Ede en is de naam gewijzigd naar de Valunaruiters. 

## Toerisme
Lunteren kent in de zomermaanden veel toerisme, vanwege de campings die zich aan de randen van de bossen bevinden. Een bekende toeristische attractie vormt de Oud-Lunterse Dag, een dorpsfeest dat altijd op de laatste zaterdag in augustus wordt georganiseerd. Op deze dag, gaat Lunteren zo'n 100 jaar terug in de tijd, en wisselen vele Lunteranen hun dagelijkse kleding in voor de traditionele boerenkleding van de West-Veluwe.
Het dorp heeft een aantal rijksmonumenten: de kerk en de korenmolen De Hoop, beiden aan de Dorpsstraat en uitkijktoren de Koepel, die is gelegen op de Galgenberg midden in Het Luntersche Buurtbosch. In Het Luntersche Buurtbosch is ook het lanenpatroon een rijksmonument. Dit lanenpatroon is gevormd bij de aanleg van het bos tegen het einde van de 19e eeuw en heeft de vorm van een rankende tak met bladeren.
Op de Goudsberg ligt het geografische middelpunt van Nederland en deze plek is duidelijk gemarkeerd door een landschapsobject. Het gehele Goudsberggebied biedt een zeer afwisselende flora en fauna met een uitgebreid wandel- en fietsroute netwerk. Het bezoekerscentrum als eerste kennismaking met Lunteren en het Goudsberggebied bevindt zich in Museum Lunteren in het centrum van het dorp.
De laatste zaterdag van de maand augustus wordt de Oud Lunterse Dag (O.L.D.) georganiseerd. Dit is de laatste dag van de Heideweek. Er is Folkloremarkt en om 13:00 uur start de Optocht, beter bekend als de Reutemeteut. 

## Monumenten
- Lijst van rijksmonumenten in Lunteren
- Lijst van gemeentelijke monumenten in Lunteren

## Verkeer en vervoer
Lunteren ligt aan de zogenaamde Kippenlijn en heeft daaraan een station: station Lunteren. Van december 2006 tot december 2023 is de spoorverbinding Amersfoort - Ede-Wageningen onderdeel geweest van de Valleilijn. Het monumentale stationsgebouw uit het begin van de twintigste eeuw fungeert niet meer als zodanig: er werd na de buitengebruikstelling in 1974 een landelijk bekende kunstgalerie in gevestigd, die van 1975 tot eind jaren negentig heeft bestaan. Per auto is Lunteren bereikbaar via de A30. In de periode 2005 - 2006 is de infrastructuur van Lunteren stevig op de schop genomen. Zo is het centrum nu autovrij en is er een ontsluitingsweg, de Westzoom, aangelegd langs de zuidwestelijke rand van Lunteren.

## Geboren in Lunteren
- Bert Elbertsen, organist
- Barend van Geerenstein, verzetsstrijder
- Herman van de Kaa, verzetsstrijder
- Aart Roelofsen, verzetsstrijder
- Leendert Jan Vis, illustrator en schrijver

## Woonachtig geweest
- Jac. Gazenbeek (1894–1975), schrijver en natuurliefhebber.
- Johan van den Ham (1822–1912), notaris, fruitteler, bijenhouder en stichter van Het Luntersche Buurtbosch en de Luntersche Tuinbouw-Vereeniging.
- Hugo de Vries (1848–1935), bioloog en een van de eerste genetici. Woonde van 1918 tot 1935 in Lunteren, waar hij overleed en begraven ligt.
- Gerrit Jan Wilbrink (1834–1907), notaris te Lunteren van 1884 tot 1895.
- Ayaan Hirsi Ali (1969), Nederlands-Amerikaans feministe, publiciste, auteur en voormalig politica van Somalische afkomst.[7]
- Jacques Presser (1899–1970), Nederlandse historicus, hoogleraar, schrijver en dichter.
- Dirk Jan van der Ven (1891–1973), Nederlandse folklorist.
- Thijs Mauve (1915–1996), Nederlandse kunstenaar. Woonde van 1943 tot 1979 in Lunteren
- Mina Roelofsen (1903-1987), verzetsstrijdster, echtgenote van Aart Roelofsen.

## Afbeeldingen

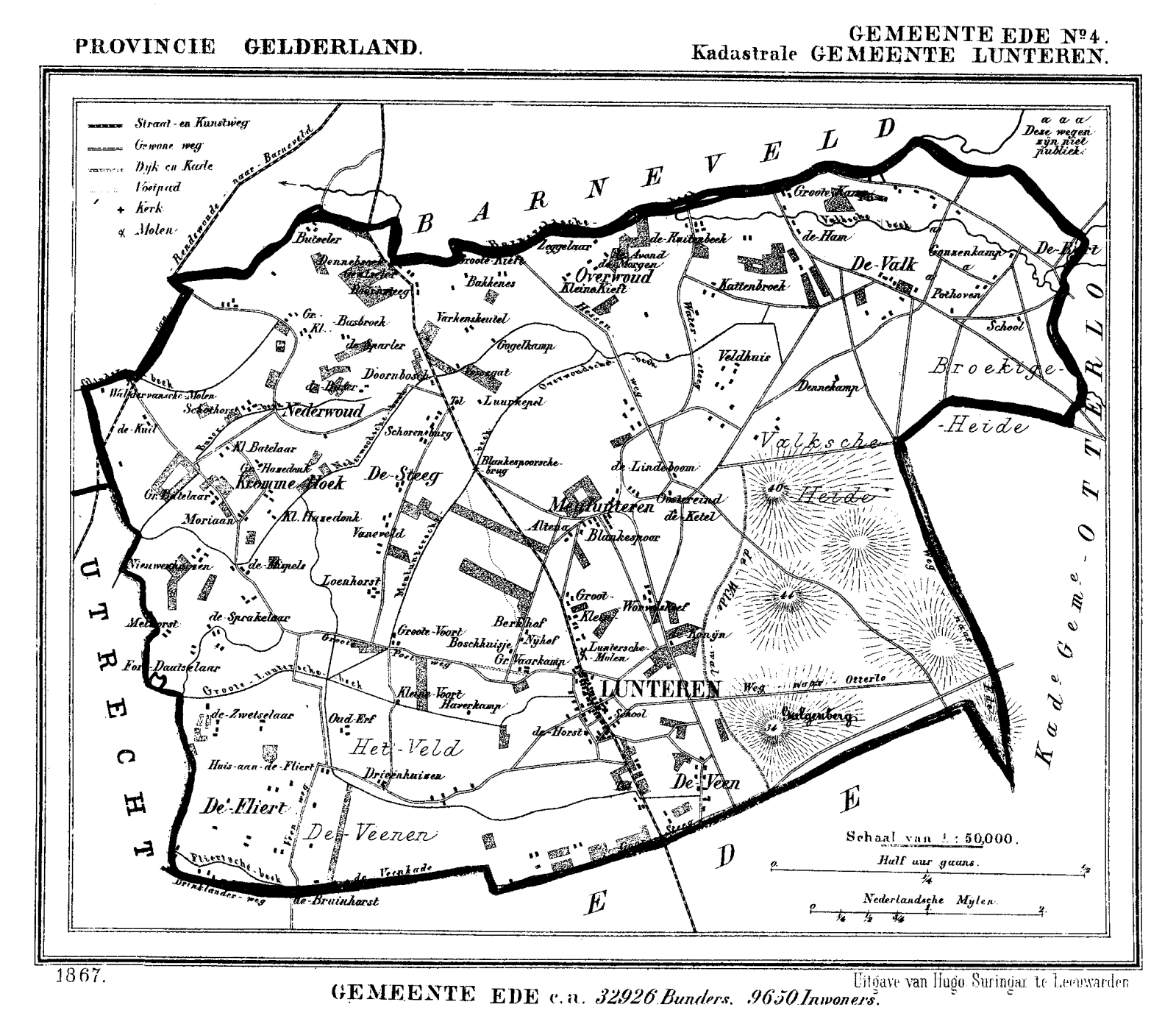
Kaart van de kadastrale gemeente Lunteren in 1867
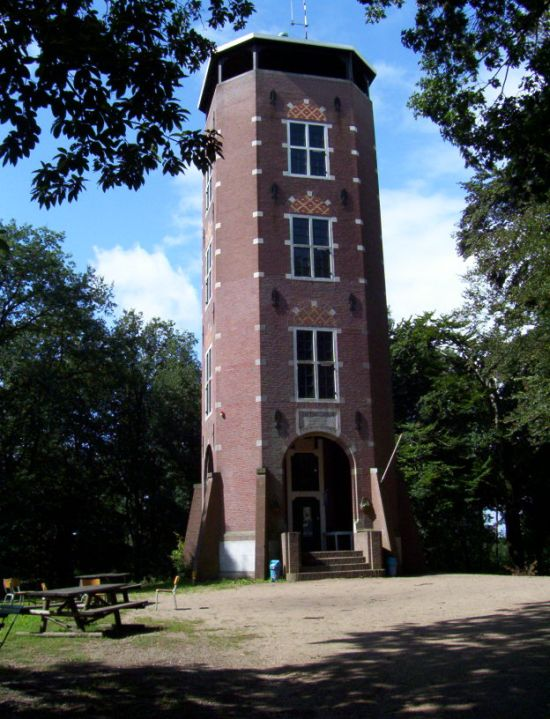
Uitzichttoren en museum de Koepel
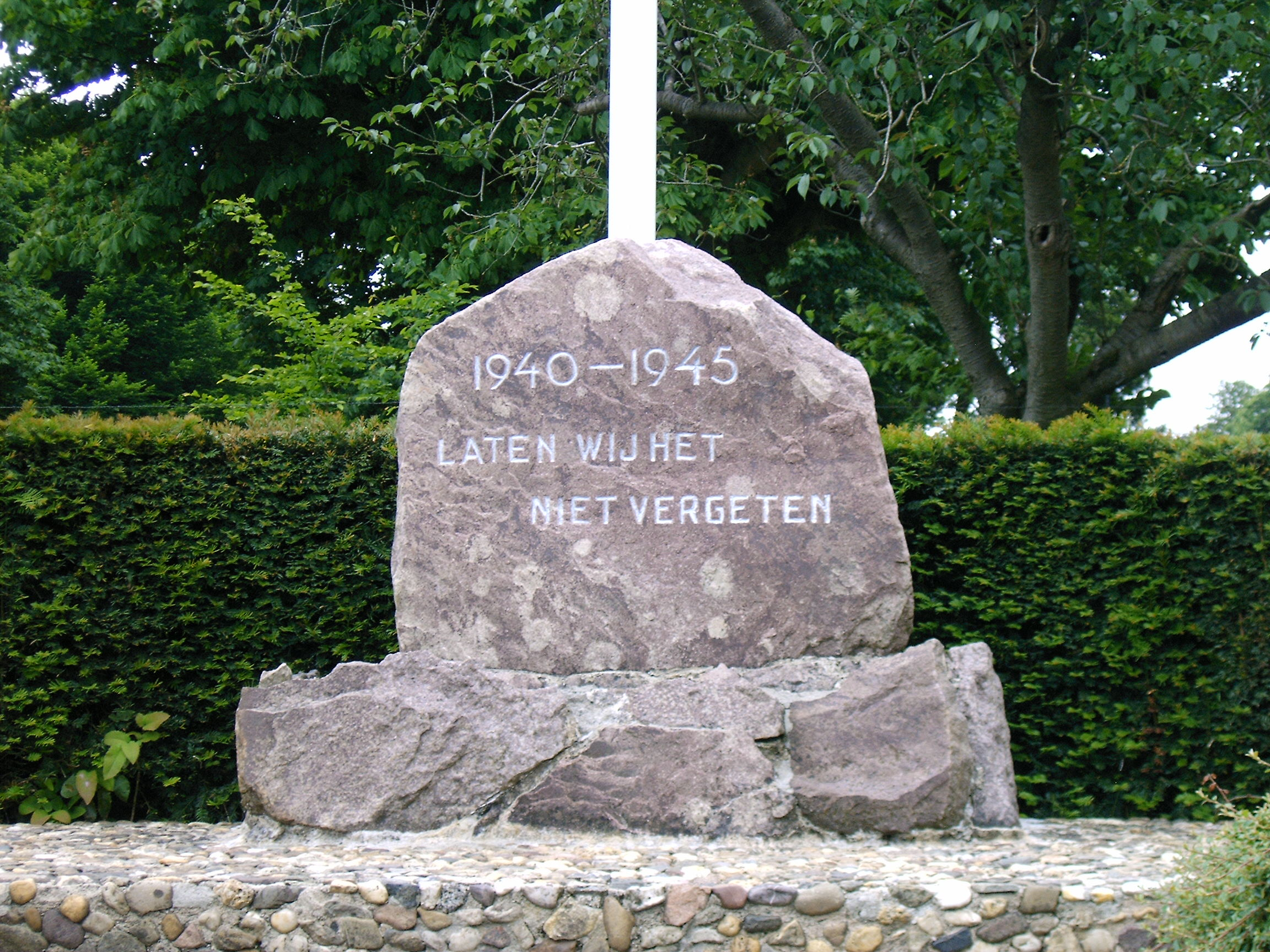
Zwerfkei waarmee de bevrijding wordt herdacht
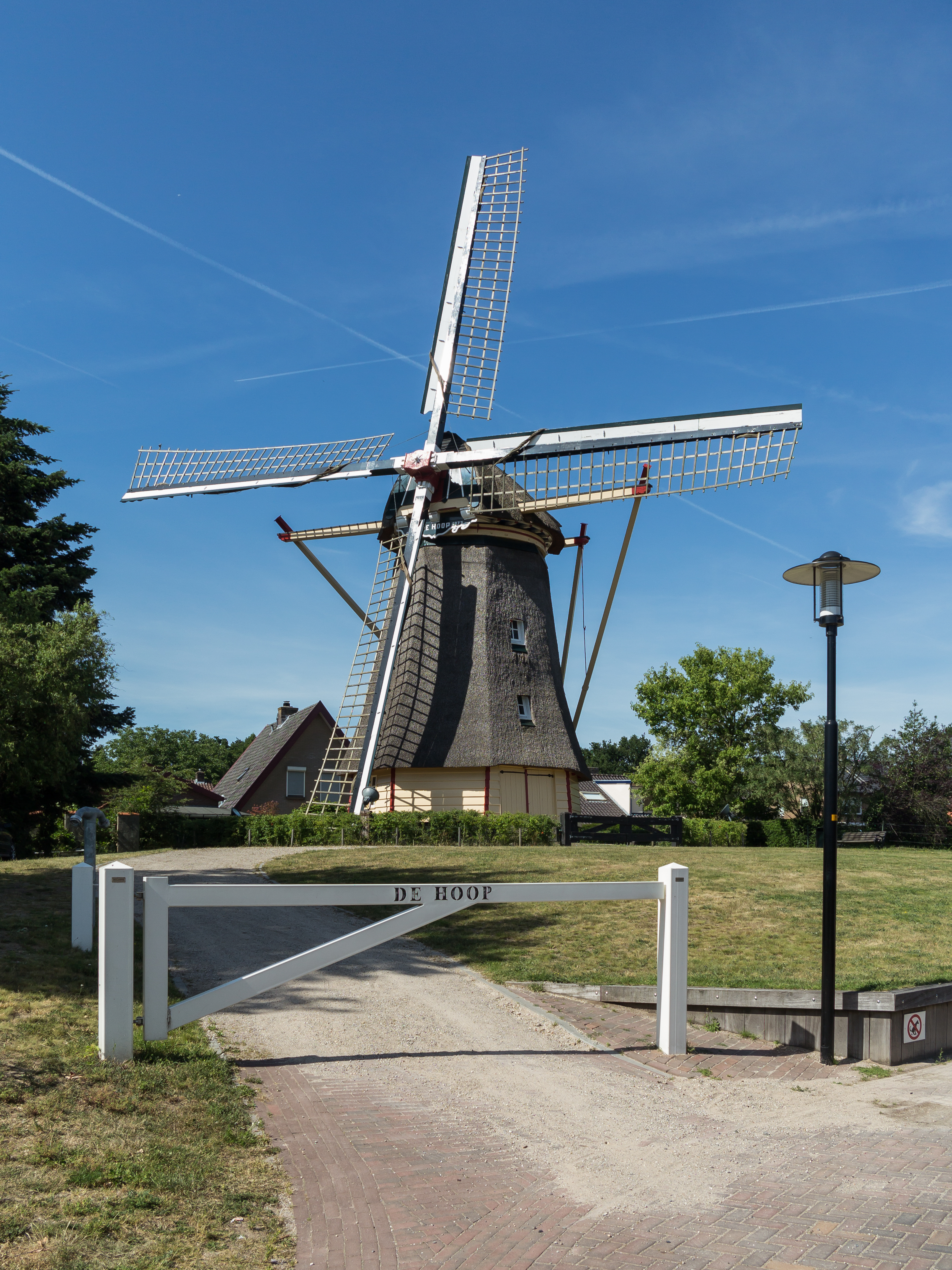
Windkorenmolen de Hoop